# Заломи
Заломи́ — село в Україні, у Дмитрівській сільській громаді Кропивницького району Кіровоградської області. Населення становить 42 осіб.

## Населення
Згідно з переписом УРСР 1989 року чисельність наявного населення села становила 117 осіб, з яких 47 чоловіків та 70 жінок.
За переписом населення України 2001 року в селі мешкали 42 особи.

### Мова
Розподіл населення за рідною мовою за даними перепису 2001 року:
| Мова       | Відсоток |
| ---------- | -------- |
| українська | 88,10 %  |
| угорська   | 9,52 %   |
| російська  | 2,38 %   |